# Yūki Sōma
Yūki Sōma (相馬 勇紀?, Sōma Yūki; Tokyo, 25 febbraio 1997) è un calciatore giapponese, centrocampista o attaccante del Machida Zelvia e della nazionale giapponese.

## Biografia
Si è sposato il 25 maggio 2021 con la presentatrice televisiva Ruri Moriyama; la coppia ha un figlio nato nel 2022.

## Caratteristiche tecniche
Gioca nella posizione di ala sinistra, il suo piede forte è il destro, possiede velocità di corsa, ma non è un attaccante particolarmente aggressivo, possiede però un buon fiuto per l'assist, e tra le sue qualità va citata la sua precisione di tiro, che gli è valsa più volte la capacità di segnare con i calci piazzati, non solo è capace di fare rete con i rigori ma talvolta anche con le punizioni.

## Carriera

### Club

#### Nagoya Grampus e Kashima Antlers
L'11 agosto 2018 esordisce nel professionismo, con la maglia del Nagoya Grampus, battendo il Kashima Antlers e grazie al suo assist Naoki Maeda segna la rete del 4-2. Il suo primo gol lo mette a segno battendo per 1-0 il Cerezo Osaka. Segna una doppietta nella Coppa J. League pareggiando per 2-2 contro il Vissel Kobe. Nel 2019 viene ceduto brevemente in prestito al Kashima Antlers segnando una sola rete con la squadra, quella che decide la vittoria per 1-0 battendo l'Oita Trinita. L'anno successivo ritorna a giocare con il Nagoya Grampus, viene espulso nella partita contro lo Shimizu S-Pulse nella quale tuttavia segna un gol vincendo per 2-1, e con una sua rete la squadra prevale per 1-0 battendo il Kashiwa Reysol.

#### Casa Pia e Machida Zelvia
Il 22 gennaio 2023 debutta con il Casa Pia nella Liga Portugal entrando in campo nel secondo tempo perdendo per 3-1 contro il Gil Vicente. Nel match successivo contro il Santa Clara diventa l'uomo partita, con un gol e un assist vincente permette alla squadra di vincere per 2-1. Nella Taça de Portugal, durante il pareggio contro il CD Nacional il Casa Pia perde ai rigori per 6-5, Sōma è stato il primo membro della squadra che ha segnato dagli undici metri. Nell'edizione 2023-2024 del campionato portoghese, con un assist vincente di Sōma la squadra batte per 1-0 il Portimonense con il gol di Samuel Justo, durante il campionato Sōma segna cinque gol, uno nella sconfitta per 3-1 contro l'Estrela Amadora, un altro nella vittoria per 4-1 ai danni del Moreirense, sigla una rete anche contro il Chaves nella vittoria per 3-1, l'ultimo gol lo segna perdendo per 4-3 nella partita che ha visto come avversaria il Braga.
Torna poi in Giappone vestendo la maglia del Machida Zelvia, esordisce il 7 agosto 2024 nel pareggio a reti inviolate contro il Cerezo Osaka

### Nazionale
Nel 2019 viene convocato per giocare con la Nazionale Under-23 per partecipare al Torneo di Tolone, nella semifinale contro il Messico segna un gol nel secondo tempo e la partita si conclude per 2-2 e ai rigori il Giappone vince per 5-4, Sōma segna il secondo tiro dal dischetto, invece in finale contro il Brasile la partita si conclude per 1-1, e la vincitrice viene decisa nuovamente ai rigori, Sōma segna il primo tiro ma il Giappone perde per 5-4.
Viene selezionato per la Nazionale Olimpica, prima prende parte a delle partite amichevoli vincendo contro l'Honduras dove Sōma con un suo passaggio permette a Ritsu Dōan di segnare il gol del 3-1, per poi partecipare ai Giochi di Tokyo, nella vittoria contro la Francia Daizen Maeda per merito dell'assist di Sōma segna il gol del 4-0
Il 19 luglio 2022 va a rete per la prima volta con la nazionale maggiore segnando una doppietta battendo per 6-0 Hong Kong.

## Statistiche

### Presenze e reti nei club
Statistiche aggiornate all'8 dicembre 2024.
| Stagione              | Squadra               | Campionato            | Campionato | Campionato | Coppa nazionale | Coppa nazionale | Coppa nazionale | Coppe continentali | Coppe continentali | Coppe continentali | Altre coppe | Altre coppe | Altre coppe | Totale | Totale |
| Stagione              | Squadra               | Comp                  | Pres       | Reti       | Comp            | Pres            | Reti            | Comp               | Pres               | Reti               | Comp        | Pres        | Reti        | Pres   | Reti   |
| --------------------- | --------------------- | --------------------- | ---------- | ---------- | --------------- | --------------- | --------------- | ------------------ | ------------------ | ------------------ | ----------- | ----------- | ----------- | ------ | ------ |
| 2018                  | Nagoya Grampus        | J1                    | 9          | 1          | CG+CdL          | 0               | 0               | -                  | -                  | -                  | -           | -           | -           | 9      | 1      |
| gen.-ago. 2019        | Nagoya Grampus        | J1                    | 16         | 1          | CG+CdL          | 1+7             | 0+3             | -                  | -                  | -                  | -           | -           | -           | 24     | 4      |
| ago.-dic. 2019        | Kashima Antlers       | J1                    | 5          | 1          | CG+CdL          | 0               | 0               | AFC                | 1                  | 0                  | -           | -           | -           | 6      | 1      |
| 2020                  | Nagoya Grampus        | J1                    | 31         | 2          | CdL             | 4               | 1               | -                  | -                  | -                  | -           | -           | -           | 35     | 3      |
| 2021                  | Nagoya Grampus        | J1                    | 33         | 2          | CG+CdL          | 2+4             | 0               | AFC                | 8                  | 0                  | -           | -           | -           | 47     | 2      |
| 2022                  | Nagoya Grampus        | J1                    | 34         | 2          | CG+CdL          | 1+10            | 0+1             | -                  | -                  | -                  | -           | -           | -           | 45     | 3      |
| gen.-giu. 2023        | Casa Pia              | PL                    | 18         | 2          | TP              | 1               | 0               | -                  | -                  | -                  | -           | -           | -           | 19     | 2      |
| 2023-2024             | Casa Pia              | PL                    | 32         | 5          | TP+TL           | 2+3             | 0               | -                  | -                  | -                  | -           | -           | -           | 37     | 5      |
| Totale Casa Pia       | Totale Casa Pia       | Totale Casa Pia       | 50         | 7          |                 | 6               | 0               |                    | -                  | -                  |             | -           | -           | 56     | 7      |
| lug. 2024             | Nagoya Grampus        | J1                    | 1          | 1          | -               | -               | -               | -                  | -                  | -                  | -           | -           | -           | 1      | 1      |
| Totale Nagoya Grampus | Totale Nagoya Grampus | Totale Nagoya Grampus | 124        | 9          |                 | 29              | 5               |                    | 8                  | 0                  |             | -           | -           | 81     | 4      |
| lug.-dic. 2024        | Machida Zelvia        | J1                    | 11         | 1          | CdL             | 0               | 0               | -                  | -                  | -                  | -           | -           | -           | 11     | 1      |
| 2025                  | Machida Zelvia        | J1                    | 0          | 0          | CG+CdL          | 0               | 0               | ACL                | 0                  | 0                  | -           | -           | -           | 0      | 0      |
| Totale Machida Zelvia | Totale Machida Zelvia | Totale Machida Zelvia | 11         | 1          |                 | 0               | 0               |                    | 0                  | 0                  |             | -           | -           | 11     | 1      |
| Totale carriera       | Totale carriera       | Totale carriera       | 190        | 18         |                 | 35              | 5               |                    | 9                  | 0                  |             | -           | -           | 234    | 23     |

### Cronologia presenze e reti in nazionale
| Cronologia completa delle presenze e delle reti in nazionale ― Giappone | Cronologia completa delle presenze e delle reti in nazionale ― Giappone | Cronologia completa delle presenze e delle reti in nazionale ― Giappone | Cronologia completa delle presenze e delle reti in nazionale ― Giappone | Cronologia completa delle presenze e delle reti in nazionale ― Giappone | Cronologia completa delle presenze e delle reti in nazionale ― Giappone | Cronologia completa delle presenze e delle reti in nazionale ― Giappone | Cronologia completa delle presenze e delle reti in nazionale ― Giappone |
| Data                                                                    | Città                                                                   | In casa                                                                 | Risultato                                                               | Ospiti                                                                  | Competizione                                                            | Reti                                                                    | Note                                                                    |
| ----------------------------------------------------------------------- | ----------------------------------------------------------------------- | ----------------------------------------------------------------------- | ----------------------------------------------------------------------- | ----------------------------------------------------------------------- | ----------------------------------------------------------------------- | ----------------------------------------------------------------------- | ----------------------------------------------------------------------- |
| 10-12-2019                                                              | Busan                                                                   | Cina                                                                    | 1 – 2                                                                   | Giappone                                                                | Coppa dell'Asia orientale 2019                                          | -                                                                       | 84’                                                                     |
| 14-12-2019                                                              | Busan                                                                   | Giappone                                                                | 5 – 0                                                                   | Hong Kong                                                               | Coppa dell'Asia orientale 2019                                          | -                                                                       |                                                                         |
| 18-12-2019                                                              | Busan                                                                   | Corea del Sud                                                           | 1 – 0                                                                   | Giappone                                                                | Coppa dell'Asia orientale 2019                                          | -                                                                       | 46’                                                                     |
| 19-7-2022                                                               | Kashima                                                                 | Giappone                                                                | 6 – 0                                                                   | Hong Kong                                                               | Coppa dell'Asia orientale 2022                                          | 2                                                                       | 65’                                                                     |
| 24-7-2022                                                               | Toyota                                                                  | Giappone                                                                | 0 – 0                                                                   | Cina                                                                    | Coppa dell'Asia orientale 2022                                          | -                                                                       | 83’                                                                     |
| 27-7-2022                                                               | Toyota                                                                  | Giappone                                                                | 3 – 0                                                                   | Corea del Sud                                                           | Coppa dell'Asia orientale 2022                                          | 1                                                                       | 87’                                                                     |
| 27-9-2022                                                               | Düsseldorf                                                              | Giappone                                                                | 0 – 0                                                                   | Ecuador                                                                 | Amichevole                                                              | -                                                                       | 66’                                                                     |
| 17-11-2022                                                              | Dubai                                                                   | Giappone                                                                | 1 – 2                                                                   | Canada                                                                  | Amichevole                                                              | 1                                                                       |                                                                         |
| 27-11-2022                                                              | Al Rayyan                                                               | Giappone                                                                | 0 – 1                                                                   | Costa Rica                                                              | Mondiali 2022 - 1º turno                                                | -                                                                       | 82’                                                                     |
| 15-6-2023                                                               | Toyota                                                                  | Giappone                                                                | 6 – 0                                                                   | El Salvador                                                             | Amichevole                                                              | -                                                                       | 46’                                                                     |
| 20-6-2023                                                               | Suita                                                                   | Giappone                                                                | 4 – 1                                                                   | Perù                                                                    | Amichevole                                                              | -                                                                       | 60’                                                                     |
| 16-11-2023                                                              | Suita                                                                   | Giappone                                                                | 5 – 0                                                                   | Birmania                                                                | Qual. Mondiali 2026                                                     | -                                                                       |                                                                         |
| 6-6-2024                                                                | Yangon                                                                  | Birmania                                                                | 0 – 5                                                                   | Giappone                                                                | Qual. Mondiali 2026                                                     | -                                                                       | 62’                                                                     |
| 11-6-2024                                                               | Hiroshima                                                               | Giappone                                                                | 5 – 0                                                                   | Siria                                                                   | Qual. Mondiali 2026                                                     | 1                                                                       | 62’                                                                     |
| 8-7-2025                                                                | Yongin                                                                  | Giappone                                                                | 6 – 1                                                                   | Hong Kong                                                               | Coppa dell'Asia orientale 2025                                          | -                                                                       | cap.                                                                    |
| 12-7-2025                                                               | Yongin                                                                  | Giappone                                                                | 2 – 0                                                                   | Cina                                                                    | Coppa dell'Asia orientale 2025                                          | -                                                                       | 64’                                                                     |
| 15-7-2025                                                               | Yongin                                                                  | Corea del Sud                                                           | 0 – 1                                                                   | Giappone                                                                | Coppa dell'Asia orientale 2025                                          | -                                                                       | cap. 77’                                                                |
| Totale                                                                  |                                                                         | Presenze                                                                | 17                                                                      |                                                                         | Reti                                                                    | 5                                                                       |                                                                         |

| Cronologia completa delle presenze e delle reti in nazionale ― Giappone Olimpica | Cronologia completa delle presenze e delle reti in nazionale ― Giappone Olimpica | Cronologia completa delle presenze e delle reti in nazionale ― Giappone Olimpica | Cronologia completa delle presenze e delle reti in nazionale ― Giappone Olimpica | Cronologia completa delle presenze e delle reti in nazionale ― Giappone Olimpica | Cronologia completa delle presenze e delle reti in nazionale ― Giappone Olimpica | Cronologia completa delle presenze e delle reti in nazionale ― Giappone Olimpica | Cronologia completa delle presenze e delle reti in nazionale ― Giappone Olimpica |
| Data                                                                             | Città                                                                            | In casa                                                                          | Risultato                                                                        | Ospiti                                                                           | Competizione                                                                     | Reti                                                                             | Note                                                                             |
| -------------------------------------------------------------------------------- | -------------------------------------------------------------------------------- | -------------------------------------------------------------------------------- | -------------------------------------------------------------------------------- | -------------------------------------------------------------------------------- | -------------------------------------------------------------------------------- | -------------------------------------------------------------------------------- | -------------------------------------------------------------------------------- |
| 22-7-2021                                                                        | Chōfu                                                                            | Giappone                                                                         | 1 – 0                                                                            | Sudafrica                                                                        | Olimpiadi 2020 - 1º turno                                                        | -                                                                                | 60’                                                                              |
| 25-7-2021                                                                        | Saitama                                                                          | Giappone                                                                         | 2 – 1                                                                            | Messico                                                                          | Olimpiadi 2020 - 1º turno                                                        | -                                                                                | 65’                                                                              |
| 28-7-2021                                                                        | Yokohama                                                                         | Francia                                                                          | 0 – 4                                                                            | Giappone                                                                         | Olimpiadi 2020 - 1º turno                                                        | -                                                                                | 72’                                                                              |
| 31-7-2021                                                                        | Kashima                                                                          | Giappone                                                                         | 0 – 0 dts (4 – 2 dtr)                                                            | Nuova Zelanda                                                                    | Olimpiadi 2020 - Quarti di finale                                                | -                                                                                | 69’                                                                              |
| 3-8-2021                                                                         | Saitama                                                                          | Giappone                                                                         | 0 – 1 dts                                                                        | Spagna                                                                           | Olimpiadi 2020 - Semifinale                                                      | -                                                                                | 65’                                                                              |
| 6-8-2021                                                                         | Saitama                                                                          | Messico                                                                          | 3 – 1                                                                            | Giappone                                                                         | Olimpiadi 2020 - Finale 3º posto                                                 | -                                                                                | 46’                                                                              |
| Totale                                                                           |                                                                                  | Presenze                                                                         | 6                                                                                |                                                                                  | Reti                                                                             | 0                                                                                |                                                                                  |

| Cronologia completa delle presenze e delle reti in nazionale ― Giappone under 23 | Cronologia completa delle presenze e delle reti in nazionale ― Giappone under 23 | Cronologia completa delle presenze e delle reti in nazionale ― Giappone under 23 | Cronologia completa delle presenze e delle reti in nazionale ― Giappone under 23 | Cronologia completa delle presenze e delle reti in nazionale ― Giappone under 23 | Cronologia completa delle presenze e delle reti in nazionale ― Giappone under 23 | Cronologia completa delle presenze e delle reti in nazionale ― Giappone under 23 | Cronologia completa delle presenze e delle reti in nazionale ― Giappone under 23 |
| Data                                                                             | Città                                                                            | In casa                                                                          | Risultato                                                                        | Ospiti                                                                           | Competizione                                                                     | Reti                                                                             | Note                                                                             |
| -------------------------------------------------------------------------------- | -------------------------------------------------------------------------------- | -------------------------------------------------------------------------------- | -------------------------------------------------------------------------------- | -------------------------------------------------------------------------------- | -------------------------------------------------------------------------------- | -------------------------------------------------------------------------------- | -------------------------------------------------------------------------------- |
| 4-6-2019                                                                         | Salon-de-Provence                                                                | Giappone under 23                                                                | 6 – 1                                                                            | Cile under 23                                                                    | Torneo di Tolone 2019 - 1º turno                                                 | -                                                                                |                                                                                  |
| 12-6-2019                                                                        | Aubagne                                                                          | Giappone under 23                                                                | 2 – 2 dts (5 – 4 dtr)                                                            | Messico under 23                                                                 | Torneo di Tolone 2019 - Semifinale                                               | 1                                                                                |                                                                                  |
| 15-6-2019                                                                        | Salon-de-Provence                                                                | Brasile under 23                                                                 | 1 – 1 dts (5 – 4 dtr)                                                            | Giappone under 23                                                                | Torneo di Tolone 2019 - Finale                                                   | -                                                                                | 46’                                                                              |
| 9-1-2020                                                                         | Rangsit                                                                          | Giappone under 23                                                                | 1 – 2                                                                            | Arabia Saudita under 23                                                          | Coppa d'Asia AFC Under-23 2020                                                   | -                                                                                | 90+1’                                                                            |
| 12-1-2020                                                                        | Rangsit                                                                          | Siria under 23                                                                   | 2 – 1                                                                            | Giappone under 23                                                                | Coppa d'Asia AFC Under-23 2020                                                   | 1                                                                                |                                                                                  |
| 15-1-2020                                                                        | Bangkok                                                                          | Qatar under 23                                                                   | 1 – 1                                                                            | Giappone under 23                                                                | Coppa d'Asia AFC Under-23 2020                                                   | -                                                                                | 31’ 89’                                                                          |
| 26-3-2021                                                                        | Chōfu                                                                            | Giappone under 23                                                                | 0 – 1                                                                            | Argentina under 23                                                               | Amichevole                                                                       | -                                                                                | 66’                                                                              |
| 29-3-2021                                                                        | Kitakyūshū                                                                       | Giappone under 23                                                                | 3 – 0                                                                            | Argentina under 23                                                               | Amichevole                                                                       | -                                                                                | 88’                                                                              |
| 5-6-2021                                                                         | Fukuoka                                                                          | Giappone under 23                                                                | 6 – 0                                                                            | Ghana under 23                                                                   | Amichevole                                                                       | 1                                                                                | 58’                                                                              |
| 12-6-2021                                                                        | Toyota                                                                           | Giappone under 23                                                                | 4 – 0                                                                            | Giamaica under 23                                                                | Amichevole                                                                       | -                                                                                | 60’                                                                              |
| 12-7-2021                                                                        | Ōsaka                                                                            | Giappone under 23                                                                | 3 – 1                                                                            | Honduras under 23                                                                | Amichevole                                                                       | -                                                                                | 80’                                                                              |
| 17-7-2021                                                                        | Kōbe                                                                             | Giappone under 23                                                                | 1 – 1                                                                            | Spagna under 23                                                                  | Amichevole                                                                       | -                                                                                | 80’                                                                              |
| Totale                                                                           |                                                                                  | Presenze                                                                         | 12                                                                               |                                                                                  | Reti                                                                             | 3                                                                                |                                                                                  |

## Palmarès

### Club

#### Competizioni nazionali
- Coppa J. League: 1

Nagoya Grampus: 2021

### Nazionale
- Coppa dell'Asia orientale: 1

2022

### Individuale
- Miglior giocatore della Coppa dell'Asia orientale: 1

2022